# الكسندر بلاك
الكسندر بلاك هو سياسي كندي، ولد في 1832، وتوفي في 14 ديسمبر 1913.